# Eugène de Laprade
Eugène Bonhomme de Laprade (* 1763 oder 1764 in Carcassonne; † 16. Juni 1816 in Verlaine) war ein französischer Geistlicher und von 1806 bis 1816 Abt des Klosters Darfeld-Rosenthal.

## Leben
Der Industriellensohn Eugène Bonhomme de Laprade aus Carcassonne trat 1790 in das Kloster La Trappe in Soligny ein und ging kurz vor dessen Auflösung im Zuge der französischen Revolution mit dem ehemaligen Novizenmeister Augustin de Lestrange ins Exil in die Schweiz. Als Mitglied einer für Kanada bestimmten Gruppe reiste er nach Belgien und wurde in Brüssel zum Priester geweiht. Da der Hafen Antwerpen blockiert war, konnten sich die Mönche nicht einschiffen und gründeten stattdessen im Juni 1794 die spätere Trappistenabtei Westmalle. Von dort schon bald wieder vertrieben, kamen sie ins Münsterland, wo sie 1795 das Kloster Darfeld-Rosenthal gründeten, das bis 1825 Bestand hatte. Dort wurde Laprade 1806 zum Abt gewählt und  1808 benediziert.
Als Napoleon 1811 die Klöster der Trappisten aufhob, tauchte er unter und trat erst am 20. August 1814 zusammen mit Bernard de Girmont bei einer von König Ludwig XVIII. gewährten Audienz wieder in Erscheinung, bei der er die Erlaubnis zur Rückkehr der Darfelder Mönche und Nonnen nach Frankreich erreichte. 1815 gründete er das Kloster Port-du-Salut bei Laval. Er starb 1816 im Herrenhaus Borsu in Verlaine, Belgien, wo die Darfelder Nonnen und Schwestern nach der Vertreibung 1811 ein Exil gefunden hatten.